# Bibliothèque nationale du Qatar (métro de Doha)
Bibliothèque nationale du Qatar (en anglais : Qatar National Library, en arabe : مكتبة قطر الوطنية) est une station sur la Ligne Verte du Métro de Doha. Elle est ouverte en 2019.

## Histoire
La station est mise en service le 10 décembre 2019.

## À proximité
- Bibliothèque nationale du Qatar.